# Maschinennullpunkt
Der Maschinennullpunkt ist der Ursprung der Koordinatensysteme bei Werkzeugmaschinen, um die Position von Punkten und Objekten im Raum zu vermessen.

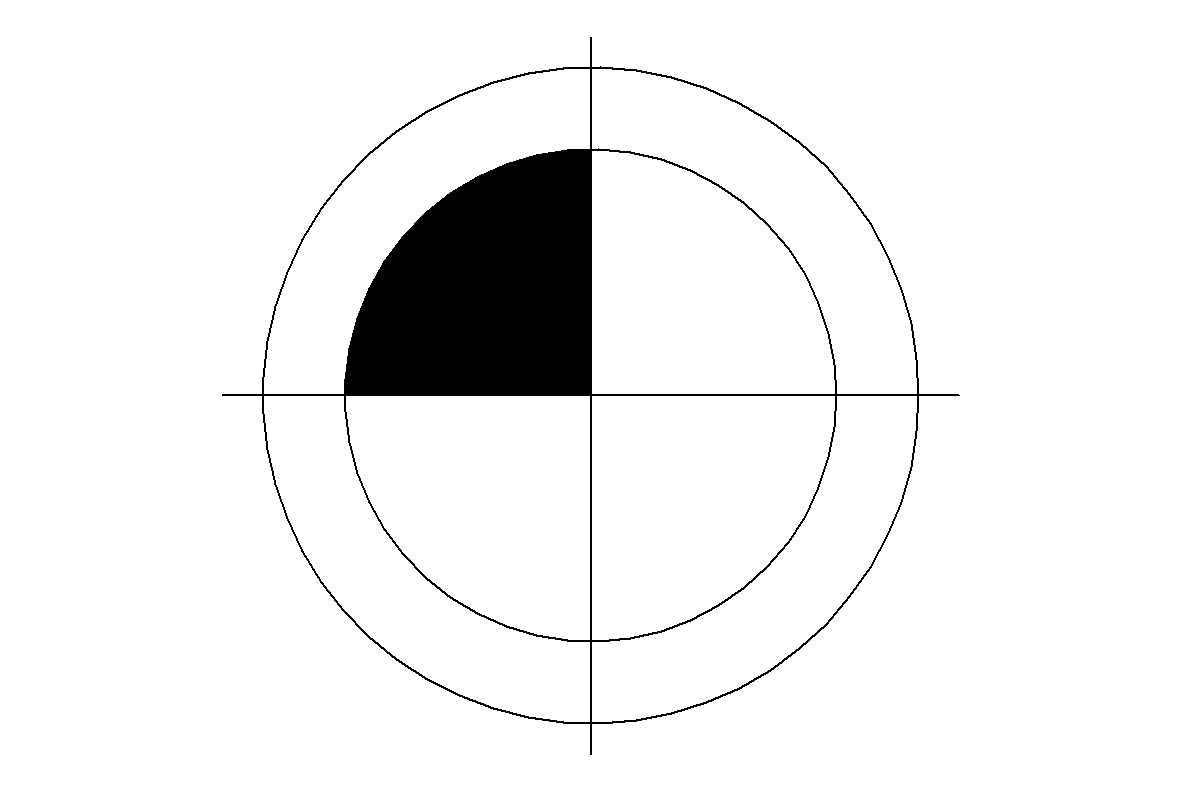
Darstellung des Maschinennullpunktes nach DIN 55003

Der Nullpunkt einer programmierbaren Maschine dient als eindeutiger Bezug, um den Arbeitsraum mit Koordinaten ausmessen zu können. Dies ist für die reproduzierbare Fertigung von Bauteilen erforderlich und ermöglicht es, prozesssicher jeden Punkt im Arbeitsraum der Maschine genau anfahren zu können. Der Maschinennullpunkt wird vom Maschinenhersteller festgelegt, als Parameter im Speicher abgelegt und kann vom Benutzer, z. B. bei der Abarbeitung eines NC-Programms, nicht mehr verändert werden.

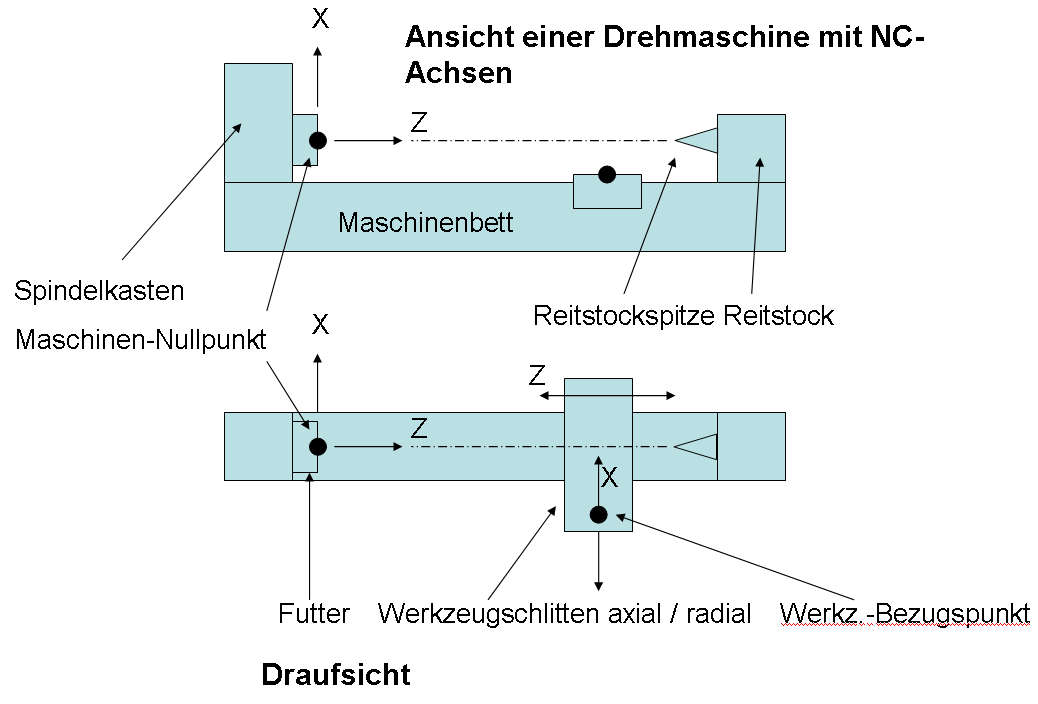
Lage des Maschinennullpunktes bei einer Drehmaschine

Der Maschinennullpunkt muss nicht von den Achsen der Werkzeugmaschine angefahren werden können und kann außerhalb des Arbeitsraumes an einer mechanisch und thermisch günstigen Stelle liegen. Hierfür ist ein fester Referenzpunkt erforderlich, welcher auf dem Maschinennullpunkt aufsetzt und meist Ursprung der Wegmeßsysteme der Werkzeugmaschine ist. Auch dieser Wert wird durch den Maschinenhersteller als fester Abstand zum Maschinennullpunkt vorgegeben.
Bei Drehmaschinen liegt der Maschinennullpunkt in der Regel auf der Spindelachse an der Anschlagsfläche des Spannfutters, bei Fräsmaschinen auf einer Ecke des Maschinentisches.
Der Maschinennullpunkt und der Referenzpunkt stellen beide sogenannte Bezugspunkte als Ursprung eines Koordinatensystems dar. Diese sind ursprünglich innerhalb einer DIN-Norm beschrieben worden.